# Port-Bouët

Stadtteile von Abidjan. Port-Bouët befindet sich im Südosten

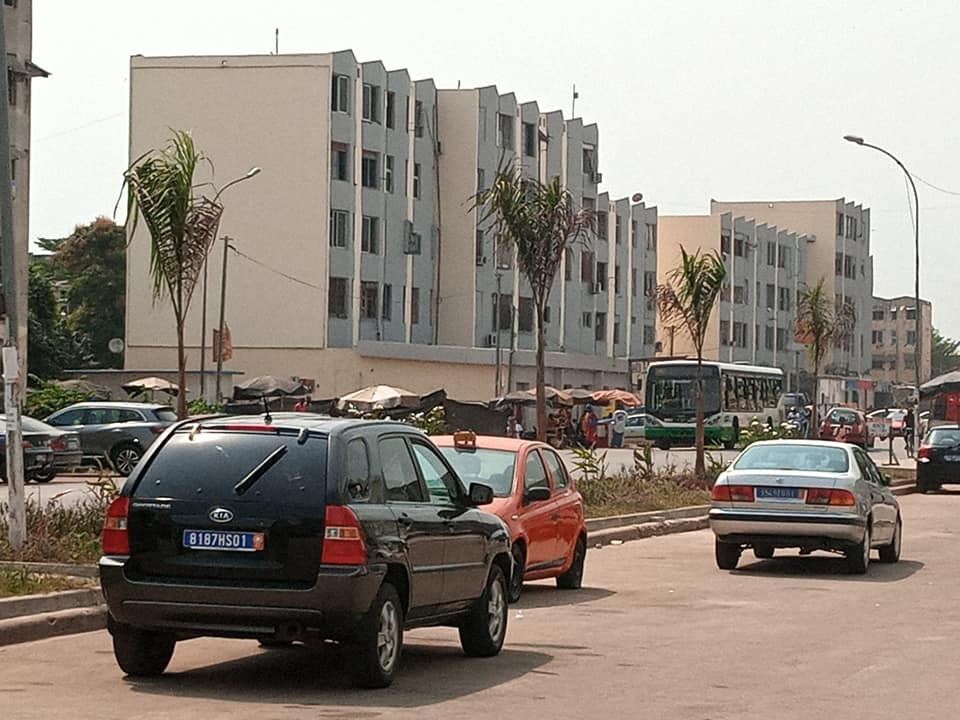
Eine Straße in Port-Bouët

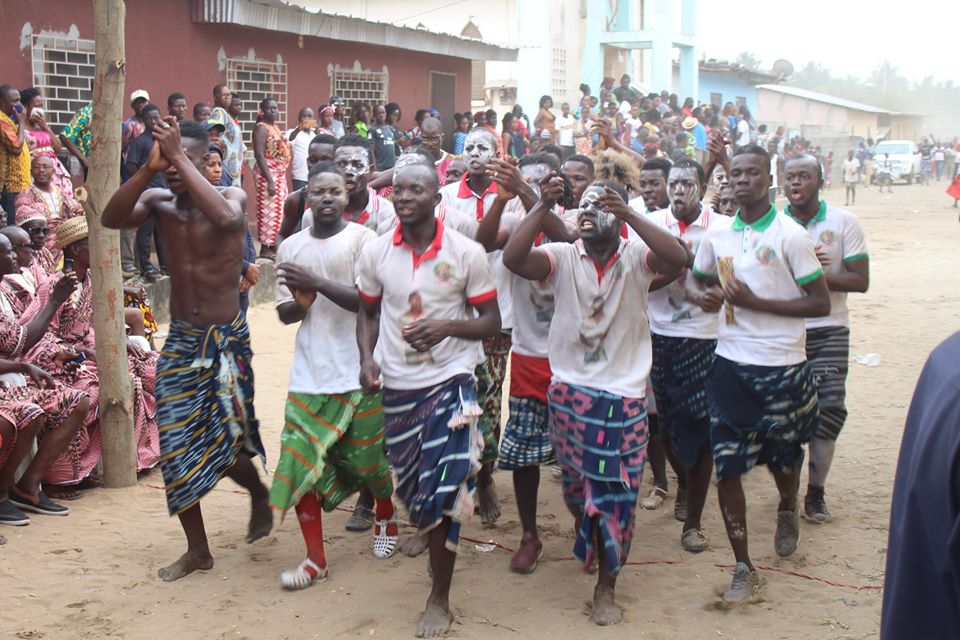
Kulturelles Fest

Port-Bouët ist ein Stadtteil der ivorischen Stadt Abidjan. Er befindet sich im Südosten von Abidjan, südlich der Ébrié-Lagune. Die Lagune trennt die davorliegende Nehrung und das Schwemmland vom Festland. Der internationale Flughafen von Abidjan liegt in Port-Bouët.
Einwohnerzahl laut Zensus 2014 419.033.
In Port-Bouët befinden sich Raffinerien der Société Ivoirienne de Raffinage (SIR), der internationale Flughafen Félix Houphouët-Boigny, aber auch das Elendsviertel Quartier Adjouffou.
Außerdem befindet sich das Hauptquartier der Opération Licorne in Port-Bouët.

## Geschichte
In der Nacht vom 3. auf den 4. Dezember 2010 gab es in Port-Bouët heftige Schusswechsel zwischen der Gendarmerie und unbekannten Angreifern, vermutlich von den Commandos Invisible.

## Söhne und Töchter der Stadt
- Eugène Koffi Kouamé, Fußballspieler